# Coulter, Iowa
Coulter är en ort i Franklin County i delstaten Iowa, USA.